# ゴニウム
ゴニウム Gonium は、ボルボックス目の藻類。運動性の細胞群体が、扁平な4角形をなすのが特徴。

## 特徴
個々の細胞はクラミドモナスに似たもので、群体を構成する細胞の数は8ないし16個である。それらの細胞が側面で接着し、平板状の群体を形成する。個々の細胞は球形で葉緑体はカップ形をしている。眼点は赤道線上にあり、後方にピレノイドが1個ある。先端には2本の等長の鞭毛を持ち、2個の収縮胞がある。G. pectorale では細胞の直径は7-11μm、群体の径は50μm程度。細胞数は16個で、外側には3個ずつが4方向に並んで正方形の辺を作り、その内側に4個がこれも方形に並ぶ。群体全体は共通のゼラチン質に覆われ、全体としては正方形の四隅の角を切り落としたような形を成し、また細胞間には小さな穴が多数ある。8細胞の群落を持つものもあり、その場合、4個の細胞が列をなし、それが2列、互い違いに出入りする形で配置する。全体はやはりゼラチン質に包まれ、長い平行四辺形っぽい形になる。
和名としてはヒラタヒゲマワリが属のレベルの和名で使われているが、G. pectorale の和名とした例もある。ただし近年は別名扱いのことが多く、この名を挙げない文献もある。

## 生育環境
池や田んぼなどでよく見かける。G. pectorale は春から夏に大発生して『水の華』を形成することがある。

## 分類
世界から9種が報告され、日本からは4種が知られる。日本ではG. pectorale がよく知られる。
シアワセモ Tetrabaena は同様な細胞群体で、クラミドモナス様の細胞が側面で接着するが、細胞数が4個であるのが特徴である。これを本属に含める考えもある。